# Fondation Robert Wood Johnson
Pour les articles homonymes, voir Robert Johnson (homonymie) et Johnson.
La fondation Robert Wood Johnson est une association caritative des États-Unis.
Créée en 1972 par Robert Wood Johnson II, fils de Robert Wood Johnson, cette association a pour mission d'améliorer la santé et les soins de santé de tous les Américains. Le but est d'aider les citoyens américains à améliorer leurs conditions de vie par l'accès aux soins de santé. Fonds privés utilisés dans l'intérêt public. L'association a choisi de s'intéresser à un groupe de maladies grandissantes : l'obésité chez les enfants, la santé publique, l'information auprès du public…